# Louis Mayer Rabinowitz
Louis Mayer Rabinowitz (Raseiniai (Litouwen), 16 oktober 1887 – New York, 27 april 1957) was een Amerikaans ondernemer, kunstverzamelaar en filantroop.

## Levensloop
Rabinowitz vestigde zich in 1901 in de Verenigde Staten waar hij een succesvolle onderneming startte. Later schonk hij een deel van zijn vermogen aan verschillende onderwijsinstellingen, waaronder de Yale-universiteit. Hiervoor richtte hij in 1944 de Louis M. Rabinowitz Foundation op. Zijn donaties werden vooral gebruikt ter bevordering van de studie naar het Hebreeuws en de geschiedenis van het Jodendom. Zo sponsorde hij in 1954 een tentoonstelling over 300 jaar Joods leven in de Amerika en organiseerde hij in 1956 een archeologische expeditie naar de Negev in Israël. In 1956 werd aan Yale een leerstoel naar hem vernoemd, de Louis M. Rabinowitz professor of Semitic languages. Ook schonk hij verschillende zeldzame boeken aan universiteitsbibliotheek van Yale en schonk hij een aantal schilderijen aan de Yale University Art Gallery. Na zijn dood zette zijn zoon, Victor Rabinowitz, de stichting voort.